# Bracon tundracola
Bracon tundracola är en stekelart som beskrevs av Vladimir Ivanovich Tobias 2000. Bracon tundracola ingår i släktet Bracon och familjen bracksteklar. Inga underarter finns listade.